# Girl from the Other Side
Girl from the Other Side (とつくにの少女 - Siúil, a Rún?, Totsukuni no shōjo - Siúil, a Rún) è un manga scritto e disegnato da Nagabe. La serie è stata pubblicata dal 5 settembre 2015 al 5 marzo 2021 dalla Mag Garden sulle riviste Monthly Comic Blade e Comic Garden, per poi essere raccolta in tankōbon dal 10 marzo 2016.
L'edizione italiana è stata pubblicata dalla Edizioni BD sotto l'etichetta J-Pop dal 30 gennaio 2019 al 25 agosto 2021.

## Trama
(Tagline di presentazione dell'opera, presente in quarta di copertina dei volumi edizione J-Pop)

### Volume Uno
Il mondo in cui si svolge la storia è suddiviso in due regni: quello Esterno dove risiedono creature grottesche (gli Estranei) portatrici di una maledizione che trasforma gli esseri umani. Qui prevale l'oscurità ed è percepito come un luogo pericoloso e proibito, a questo si contrappone il Regno interno, il centro luminoso dell'umanità, governato da un Re Sacerdote. Tale roccaforte, le costruzioni e le milizie sembrano riprendere quelle del Basso Medioevo con contaminazioni tardo rinascimentali. Una volta lo spazio vitale del Regno era più esteso ma la zona oscura con la sua piaga (la Maledizione) ha costretto l'abbandono agli Estranei di vari villaggi.
Shiva è una bambina umana che vive nel Regno Esterno con un estraneo, una creatura (considerata) maledetta che vive oltre le mura della città Interna, erette per dividere gli umani dalle creature. L'estraneo, che Shiva chiama Maestro, cerca di proteggere la bambina dai soldati che vogliono ucciderla, perché sospettata di essere contagiata, e dalle altre creature che invece vogliono rubare l'anima di Shiva perché diversa dalle altre. Vi sono spedizioni di piccole pattuglie di soldati nel mondo degli estranei, di solito con la funzione di abbandonarvi dei corpi, o di persone defunte o considerate portatrici della Maledizione. Un giorno scorgono la giovane Shiva e cercano senza esitazione di ucciderla, gli ordini del Re sono di eliminare ogni umano fuori dalle mura in quanto potenzialmente infetto. Viene però salvata dal Maestro il quale la protegge con grande attenzione e cerca di farle passare delle giornate serene in una cascina abbandonata. Qui la bambina vive nella speranza di incontrare un giorno la nonna che pare l'abbia allevata ma il Maestro conosce la verità: la bambina è stata abbandonata nei boschi e non potrà tornare nel Regno Interno. I due non si possono toccare in quanto il Maestro teme di passarle quella che gli umani (i Relegati) chiamano maledizione. Esiste però un altro pericolo: degli estranei sono a conoscenza dell'esistenza di Shiva, e una notte il Maestro assiste ad una scena che lo terrorizza. Un essere come lui si è introdotto in casa loro e ha accarezzato la bambina, mormorando come sia possibile che non siano riusciti a prendere la sua anima.

### Volume Due

Copertina del volume "Girl from the Other Side 2". Disegno di Nagabe. Edizione Italiana © 2019 Edizioni BD srl.

Il Maestro si avventa sul suo simile e con un'ascia gli mozza la testa. Vorrebbe continuare a colpirlo, ma Shiva lo ferma. L'intruso afferra il suo capo e continua a parlare come se nulla fosse, e accusa il Maestro di voler tenere per sé l'anima della bambina senza consegnarla alla sua legittima proprietaria, ovvero la Madre. Il Maestro dice di non essere a conoscenza di questa missione e non vuole assolutamente che Shiva subisca la maledizione. L'estraneo lo definisce uno straniero che si è trasformato da poco tempo, ignaro di quale sia la reale natura del mondo e di come non siano loro a portare la maledizione, ma ne siano stati le vittime, soprattutto colei dalla quale dipende la loro esistenza, ovvero la Madre. Cordialmente l'estraneo lo invita, insieme alla bambina, ad incontrare la Madre. Il Maestro e Shiva (che non viene lasciata sola) seguono l'estraneo che porta la sua stessa testa tra le braccia ed è coperto in parte da una coperta bianca. Raggiungono un lago dove trovano 4 estranei dalle fattezze canine ma che non sembrano ostili. Il Maestro decide di immergersi per scendere nelle profondità di quelle acque, nelle cui profondità si trova una grotta, ovvero il rifugio della Madre. Da quell'antro ode una melodia, nonostante la presenza dell'acqua, e nonostante sembri un linguaggio indecifrabile ne capisce il significato. Stando a quanto dice, le anime le appartengono e le sono state sottratte, e per eliminare la maledizione e riportare l'equilibrio tra i Regni, le devono essere restituite.
Il centro religioso del Regno Interno è rappresentato da una cattedrale che ricorda come struttura architettonica quelle gotiche francesi. Qui risiede e predica il Reverendo, un'autorità religiosa, non superiore però a quella del Re. Quando i soldati mandati in spedizione gli comunicano di aver visto la bambina, il Reverendo sembra conoscerne l'importanza o la natura, e quindi ordina di riportarla viva in città ma senza toccarla. Accenna vagamente al fatto che potrebbe essere un mezzo per liberarsi dalla maledizione. Ordina di usare come esca la nonna della bambina. Difatti Shiva non smette di chiedere al Maestro quando la nonna verrà a prenderla, ignara del fatto (a conoscenza del Maestro) che è stata proprio la donna che l'ha cresciuta ad averla abbandonata nel Regno Esterno. Da qualche giorno il Maestro è però preoccupato ed è attento che sulla sua protetta non vi siano segni della maledizione. Inoltre pondera ciò che gli è stato rivelato dall'enigmatica Madre e dall'Estraneo che si era introdotto nella loro casa. Un giorno lui e Shiva si recano tra i boschi per raccogliere acqua e la bambina sente chiamare il suo nome da una voce amica. Tra le ombre del sottobosco si staglia come un miraggio l'apparente amorevole figura di sua zia, e Shiva istintivamente corre verso di lei per abbracciarla senza avvisare o aspettare il Maestro. La nonna la esorta a tornare subito nel Regno Interno senza avvisare nessun estraneo, o lei sarebbe stata in pericolo.

### Volume Tre
I soldati accorrono e caricano la nonna e Shiva su un carro, affrettandosi a ritornare nel loro dominio. I soldati colpiscono ripetutamente il maestro con delle frecce, rallentandolo. Egli non può far altro che desistere, e già da subito si sente solo e abbandonato. Una volta raggiunto il Regno Interno, il Re ordina che Shiva e sua nonna siano collocate in un villaggio agricolo ad est, poiché nel caso la bambina portasse la maledizione l'intera zona sarebbe facilmente isolabile. Successivamente il Re convoca il Reverendo per chiedergli se il loro Dio Bianco abbia trasmesso qualche ordine divino sul come comportarsi, e accenna al fatto che forse Shiva è la Prescelta, ovvero colei che li può liberare dalla Maledizione e dalle minacce del mondo esterno. La bambina trova confortevole la sua nuova casa ed è contenta di aver ritrovato la nonna, ma sente la mancanza del Maestro: la bambina non riesce a credere che questa sia una creatura malvagia quanto le vogliono far credere, e continua a sentirne la mancanza. Finora gli unici esseri pericolosi (che in un'occasione hanno cercato di ucciderla) sono i soldati del Re. Il suo intuito la spinge a pensare che ci sia qualcosa di strano che la circonda. Quando le viene chiesto se il Maestro o qualche estraneo l'abbia toccata, lei nega mentendo. Dopo qualche giorno, al risveglio, si trova di fronte la nonna trasformata dalla Maledizione: è diventata un estraneo. Appena vede la bambina, la creatura fugge dall'abitazione spargendo il panico tra gli abitanti del villaggio. Coloro che sono venuti in contatto con lei o Shiva si stanno già trasformando. L'esercito già messo all'erta è pronto ad intervenire e ancora una volta Shiva assiste alla crudeltà degli esseri umani: i soldati uccidono chiunque indiscriminatamente e danno fuoco alle case. Hanno l'ordine di prendere viva la bambina, ma per tutti gli altri si tratta di una carneficina. Nel regno esterno il Maestro si è rivolto all'estraneo a cui ha mozzato la testa per poter ritrovare Shiva e questi è disposto ad aiutarlo tramite dei corvi creati dalla Madre che possano perlustrare dall'alto il Regno Interno. Quando si accorgono che il villaggio dove si trova Shiva sta bruciando, la portano in salvo oltre le mura: anche la nonna riesce a salvarsi miracolosamente e li segue. Shiva ritrova il Maestro e corre ad abbracciarlo, poiché vuole tornare a vivere con lui, e a loro si unisce anche la (presunta) nonna, ora divenuta un'estranea. Mentre la nonna ed il Maestro sono soli, lei gli rivela di essere stata tenuta prigioniera per messaggio divino e quando hanno avuto bisogno di lei, l'hanno usata come esca. Inoltre afferma di non aver mai abbandonato Shiva in quanto la bambina l'ha trovata già lasciata a sé stessa nel Regno Esterno. Tra l'altro Shiva continua a non mostrare nessun sintomo tipico della maledizione tipo nonostante sia venuta più volte a contatto con gli Estranei.

### Volume Quattro
La nonna racconta al Maestro come in realtà Shiva non sia sua nipote ma come lei l'abbia trovata molto piccola, vicino ai corpi di due persone avvolte in un lenzuolo bianco, uccise e abbandonate nel Regno Esterno (e quindi credute colpite dalla maledizione). La bambina non ha però mai mostrato segni di trasformazione in estranea e questo ha messo in allerta le autorità del Regno Interno. Per loro potrebbe essere colei che chiamano la prescelta. Il Maestro decide di accogliere la nonna a casa loro e la invita a vivere insieme a lui e la bambina, ma ogni volta che vede rafforzarsi il legame tra loro sente un forte dolore al petto.
La nonna comincia ad abituarsi alla nuova vita e per passare il tempo prepara le deliziose torte alle mele o ai lamponi di cui la nipote (acquisita) è ghiotta. L'unico rammarico è che in quanto estranea non ha più bisogno di mangiare, e in ogni caso non sentirebbe più alcun sapore. In seguito si scopre che vi è un altro effetto collaterale della trasformazione: piano piano i relegati maledetti cominciano a perdere la memoria della propria vita da esseri umani, e ciò accade inevitabilmente anche alla nonna. Ella se ne accorge quando non riesce più a ricordare la ricetta esatta della sua torta alle mele, ed in seguito confessa al Maestro che la parte più sacrilega della Maledizione è che non si possa più morire e tornare al padre, ovvero il Dio Bianco. Adesso il suo destino, il ricordo di ciò che è stata e la sua stessa identità sono in balia di un destino oscuro.

### Volume Cinque
Un giorno la Nonna, confusa si avventura nel bosco per non far più ritorno. Il giorno dopo l'Estraneo con la testa mozzata (che si porta appresso) si reca alla casa e mostra la testa deforme della donna scomparsa. Invita il Maestro e Shiva a seguirli per mostragli il destino dell'anziana maledetta dalla trasformazione e che lui definisce la Straniera, stesso appellativo con cui si rivolge al Maestro. La Nonna si è trasformata in una pianta, Shiva la riconosce comunque anche perché sugli alberi sono appesi i suoi vestiti. Quando il Maestro chiede spiegazioni all'Estraneo, questi gli rivela che gli Stranieri sono gli esseri umani che subiscono la trasformazione in Estranei. Siccome possiedono un'anima, il loro ciclo vitale si esaurisce velocemente, perdono sé stessi e divengono al alberi del Mondo Esterno. Questo però non è colpa della Madre ma (a suo dire) fa parte della Maledizione del Dio Bianco. Anche il Maestro è uno Straniero ma nonostante questo, pur avendo perso parte della sua memoria ha ancora l'aspetto di un Figlio del Buio e questo rimane un mistero. Forse è la presenza dell'Anima di Shiva a preservarlo ma sono interrogativi da sottoporre alla Madre. Gli Estranei "originali" si distinguono dagli Stranieri, anche se entrambi Figli del Buio perché sono stati creati direttamente dall'essere chiamato la Madre. Il loro compito è recuperare la anime e porre fine al sortilegio di cui sono vittime per colpa del Regno Interno e del suo Dio. Alla nascita non hanno diritto ad un'anima e quindi non sono eterni. Shiva è in preda alla tristezza e alla collera, incolpa il Maestro di non aver fatto nulla per impedire la trasformazione della nonna, anche se ne aveva notato i primi sintomi. La bambina è confusa e non vuole sentire spiegazioni che non è in grado di accettare. Tra lei e il suo protettore si crea per la prima volta una spaccatura, alimentata dalla delusione e dal dispiacere. Nel mentre nel Regno Interno pare che il Re abbia ricevuto un messaggio divino dal padre ed è sempre più convinto che Shiva sia la prescelta per salvare l'umanità. Manda quindi altri uomini fidati e pronti a tutto pur di riportarla dentro le mura e portare a termine la cerimonia prescritta dal Santo Padre. Mentre il Maestro si reca nel bosco per parlare con l'estraneo con la testa mozzata viene braccato da due soldati del Regno Interno che hanno subito la trasformazione in quanto toccati da qualche estraneo ma stanno continuando la loro missione fino alla fine. Uno di loro riesce persino a tranciare di sorpresa un corno del Maestro e lo trafigge con la spada. Il protettore di Shiva riesce a divincolarsi e interroga il suo avversario sul perché la bambina sia così importante per i Relegati e il loro Re. Questi gli rivela che il loro Santo Padre l'ha indicata come la persona con cui si può compiere la cerimonia della profezia. Questo strano rituale prevede l'estrazione dell'anima dal suo contenitore (ovvero Shiva) e poi va consacrata al Dio Bianco e questo li preserverà dalle calamità ma la protezione non sarà per sempre in quanto, con una frase criptica, aggiunge: «soltanto l'anima riceverà protezione, poiché un giorno il maleficio vi condurrà nelle tenebre». A questo punto in suo aiuto interviene un enorme estraneo dalla forma di un pesce, fuoriuscito dal lago della Madre e, nella colluttazione che ne segue, il Maestro fugge per recarsi alla casa dove vive con Shiva e le comunica che devono assolutamente fuggire dalla loro dimora per allontanarsi ulteriormente dal Regno Interno. Fortunatamente scoprono che la nonna prima di andarsene, quando aveva ancora un barlume dei suoi ricordi, è riuscita non solo a scrivere la ricetta esatta della sua torta di mele ma ha fatto una mappa in cui indica un antico villaggio molto a sud. Un vecchio avamposto del Regno Interno, ora inglobato da tempo da quello Esterno. Il luogo non viene neppure più riportato dalle mappe. Il Maestro decide di recersi in quel luogo per trovare una nuova abitazione, più difficile da trovare e raggiungere.

### Volume Sei
(Il Re del Regno Interno.)

Copertina del volume "Girl from the Other Side 6". Disegno di Nagabe. Il Maestro e Shiva si recano in una nuova abitazione seguendo le indicazioni della mappa tracciata dalla Nonna. Edizione italiana © 2019 Edizioni BD srl.

Il Maestro e Shiva si sono riappacificati e la bambina ha riacquisito piena fiducia nell'estraneo che l'ha accudita e protetta, soprattutto dopo aver assistito alla crudeltà degli uomini del Regno Interno. I due si avviano a sud alla ricerca del villaggio e l'abitazione che la Nonna gli ha segnato su una mappa. Oltre a trovare la località riescono anche a trovare l'abitazione specifica indicatagli, ovvero quella di un parente della Nonna chiamato Zio Gambalunga. La casa è abbastanza isolata e si vede che è stata abbandonata da lungo tempo, richiede un certo restauro e pulizie al suo interno ma è ben riparata e poco visibile. Durante la prima notte di soggiorno Shiva vede il Maestro pensieroso e preoccupato, teme per la sorte della sua protetta e di fare la stessa fine della Nonna in quanto è uno Straniero, ovvero un umano trasformato. Ormai non ha quasi più memoria della sua vita da essere umano, l'unica oggetto che lo lega al suo passato è un ciondolo, che mostra anche a Shiva. Una volta aperto mostra una piccola foto ovale con una donna e un ragazzino. Il Maestro rivela che quella era la sua famiglia ma di loro non ricorda più nulla. Nel frattempo i soldati raggiungono l'abitazione dove vivevano in precedenza Shiva e il Maestro, capiscono che sono fuggiti in tempo, ma hanno anche il compito di scoprire la vera natura dell'Estraneo che protegge Shiva. Indagando tra le carte e i documenti trovati nella casa scoprono che si trattava di un medico il cui nome era Albert. Pare vivesse con la sua famiglia in una cittadella ai margini della zona centrale del Regno Interno. Qui, in una zona molta protetta era qualcuno aveva portato la piaga della maledizione, l'intera zona è stata bonificata e ora è isolata dal resto del Regno da una cerchia di mura. Il Maestro viene raggiunge nella sua nuova dimora dall'Estraneo a cui ha mozzato la testa, anche lui si trova lì per indagare l'origine del guardiano di colei che è conosciuta nel Regno Esterno come l'anima. La forma insolita del cranio del Maestro e il suo comportamento insolito lo rendono un mistero, si tratta di un Estraneo che rientra tra i Figli del Buio (partoriti e plasmati dalla Madre) o è uno Straniero, ovvero un essere umano che è stato toccato dalla maledizione e quindi divenuto un Estraneo con un ciclo vitale che si esaurisce rapidamente, mutandolo in albero. Durante il dialogo tra i due Estranei emerge un fatto sconosciuto al Maestro, ovvero che i Figli del Buio non sono ancora in grado di raccogliere le anime per riportarle alla Madre così come allo stesso modo i Relegati non sono in grado di fermare la trasformazione da quella che loro definiscono la Maledizione. In questa ricerca per la salvezza e la ricerca di una consapevolezza di ciò che determini l'essenza delle due fazioni (apparentemente) contrapposte, ma speculari, il mistero rappresentato dall'esistenza di Shiva, un'anima intoccabile e protetta dalla Maledizione, è una pedina fondamentale per raggiungere l'illuminazione. Dopo che il Figlio del Buio ha lasciato l'abitazione per riflettere sullo strano rapporto tra il Maestro e l'Anima, comincia a nevicare. Il giorno successivo Shiva ha così modo di passare una giornata serena giocando sulla neve insieme al Maestro. Ora il suo mentore non teme più che toccando la bambina, questa possa essere colpita dalla Maledizione, questo timore è scomparso. Si accorge però solo la sera di aver perso il suo medaglione, l'ultimo ponte tra la sua attuale esistenza ed una vita passata ormai dispersa nell'oblio della memoria.

### Volume Sette
Il Maestro si reca alla ricerca del medaglione e lascia Shiva da sola in casa, pensandola al sicuro. Sono però entrambi presi di sorpresa dai due soldati già incontrati e che si sono trasformati in Estranei in seguito alla maledizione. Nonostante questo hanno mantenuto la determinazione a compiere la missione affidatagli dal loro Re. Mentre il Maestro viene bloccato da uno di loro, l'altro raggiunge l'abitazione dove si trova Shiva che si è subito nascosta in un armadio. Il soldato si trova già in uno stato avanzato della trasformazione e ha perso la vista, la bambina ne approfitta per scappare all'esterno, questo non basta a farla fuggire e seguendo i rumori il soldato riesce a ferirla superficialmente alla schiena. Quando però la blocca al terreno comincia a trasformarsi in un albero, subendo la stessa trasformazione che aveva colpito la Nonna dopo che era stata colpita dalla Maledizione. Nel frattempo il Maestro viene aiutato dai Figli del Buio a forma di corvi e guidati dall'Estraneo con la testa mozzata. Il soldato viene smembrato completamente e il Maestro corre verso casa trovando Shiva ferita e senza sensi sulla neve. La porta subito nell'abitazione e cura la ferita che però è solo superficiale. Quello che lo preoccupa maggiormente è che sul petto della bambina è comparsa una macchia nera, forse un segno che Shiva è stata colpita dalla maledizione. Il Maestro si sente subito in colpa perché negli ultimi tempi non aveva più preso precauzioni nei confronti di Shiva, convinto che fosse davvero la prescelta e quindi immune alla maledizione. I due erano venuti più volte a contatto ma è anche vero che Shiva è stata toccata da altri Estranei tra cui il Figlio del Buio a cui il Maestro ha staccato la testa e dal soldato divenuto uno Straniero e quindi maledetto. Il giorno successivo il Maestro viene avvisato dai Corvi del Buio che una dozzina di soldati del Regno Interno sta per sopraggiungere, deve trattarsi di una guardia scelta e sono molto determinati. A questo punto il Maestro capisce che non c'è più tempo per fuggire, con ancora Shiva convalescente e la temperatura invernale. Chiede quindi aiuto ai Corvi, al Figlio del Buio con la testa mozzata e decide di affrontarli nei boschi, un territorio favorevole agli estranei. Lo stesso Maestro è pronto a combattere e si arma dell'ascia che usa a spaccare legna. Il confronto con i soldati e rapido e veloce. Nella battaglia divampa anche un fuoco che si diffonde nel bosco disorientando ulteriormente i soldati. Quando il Maestro trova alla sua merce uno di loro che si trova sotto un grosso tronco è tentato di ucciderlo e provare a prendergli l'anima. La sua speranza è che questa possa aiutarlo a rigenerare quella di Shiva che sembra essere stata contaminata. Non è però capace di uccidere e il soldato fugge, tranciandogli una gamba. Zoppicando il Maestro torna all'abitazione per controllare lo stato di Shiva ma non la trova più nel suo letto.

### Volume Otto

Copertina del volume "Girl from the Other Side 8". Disegno di Nagabe. Shiva stringe nella mano sinistra il medaglione d'argento del Maestro. Edizione italiana © 2020 Edizioni BD srl.

Quando esce per cercarla, la trova infreddolita sotto un albero e in una mano stringe il medaglione che il Maestro aveva perduto. Questi ne rimane commosso e i due si abbracciano commossi. Il Maestro però nota che anche le mani della bambina mostrano delle chiazze nere, la maledizione la sta lentamente consumando. A questo punto il Maestro è disposto a tutto pur fermare la trasformazione e gli torna in mente una delle frasi sentite dal figlio del buio con la testa mozzata. Questi gli aveva suggerito che un'anima ne poteva ricomporre e riformare un'altra, allo stesso modo accennava al fatto che i suoi simili non sono ancora riusciti a trovare il modo di raccoglierle e riportarle alla Madre. Il Maestro riflette sul fatto che vi è in lui qualcosa di anomalo rispetto agli altri Stranieri (ovvero umani trasformati dal tocco degli Estranei), non ha infatti subito una metamorfosi in una pianta e in lui rimane una scintilla della sua umanità che lo ha portato a proteggere Shiva come una figlia. Forse in lui è rimasta un'anima anche se nessun estraneo (stando alla religione del Regno Interno) dovrebbe averne uno. Prende quindi una spada abbandonata da un soldato e si apre il torace all'altezza del cuore, sede dell'Anima secondo le antiche credenze. All'interno del suo corpo oscuro vi è una flebile luce che risplende e quindi prende la mano di Shiva e la mette a contatto con quell'energia, gli dona ciò che è rimasto della sua Anima. Shiva si addormenta ma quando si risveglia il giorno dopo ogni segno della Maledizione è scomparso, non ha più macchie sul corpo ed è ritornata piena di energia e speranza nel futuro. Presto si rende conto che c'è stato un prezzo da pagare, il Maestro non si ricorda di chi sia Shiva o quale sia il suo stesso nome. Ha perso ogni emozione ed è completamente apatico, rimasto senz'anima ha perso la sua identità e anche la memoria del tempo passato come Straniero fino a quel momento. Shiva è sconvolta ma non è in grado di fargli recuperare nessun tipo di ricordo e ora si trova in estremo pericolo. Un gruppo di soldati sta sopraggiungendo, guidati da una premonizione del Reverendo, sono consapevoli che questa volta cattureranno colei che chiamano l'Anima. Mentre la trascinano via il Maestro rimane indifferente a quanto sta accadendo e non interviene, Shiva assiste ancora una volta alla violenza degli uomini del Regno Interno. Ritornati all'interno delle mura la rinchiudono nelle celle della guarnigione e il Re viene avvertito. Il Reverendo organizza per il giorno successivo il rituale, da tenersi alla Cattedrale, dove il Re sacrificherà su un altare la bambina (a cui vengono attribuiti 7 anni di età). In questo modo la sua Anima si ricongiungerà a quella del Santo Padre, facendo avverare la profezia secondo la quale tale sacrificio la Luce Bianca risplenderà annullando la Maledizione. Non è chiaro come questo possa avvenire ma è la prima volta nella storia che si compie una tale cerimonia. Lo stesso Re, di fronte all'aristocrazia presente, pare titubante e incerto. Shiva è calma e rassegnata, la sua separazione dal Maestro le ha tolto ogni speranza. Inoltre a ricordato il momento in cui lui stesso si è aperto il petto e ha portato le mani di lei dentro il suo petto, verso quella luce che era la sua anima. Finora tutto ciò gli era sembrato un sogno ma ora la cruda realtà le ha fatto capire l'entità di quel sacrificio. Il Re sembra guardare la bambina con compassione e timore. Nel momento in cui solleva la spada per trafiggerla, sente un forte dolore al petto, dove si trova il cuore e sede dell'anima secondo le tradizioni mistico religiose di queste terre. Si accascia e deve essere portato nelle sue stanze a riposare, Shiva viene riportata nella sua cella, la cerimonia è interrotta. La bambina è sconsolata e smette di nutrirsi, si è arresa completamente di fronte ad un destino che appare segnato. In questo momento così angusto arriva uno strano personaggio che gli parla dall'altra parte della porta della sua cella senza rivelare la sua identità. Come gli dono gli porta i suoi scarponcini e dentro uno di loro c'è il ciondolo che apparteneva al Maestro dai tempi in cui era ancora umano. Il misterioso individuo la esorta a mangiare e gli rivela che il Re ha una malattia al cuore e questo perché non ha il carattere per governare, è un sovrano debole che occupa un ruolo solo per diritto di nascita. Come ogni regnante insicuro è paranoico e si è circondato di un esercito senza scrupoli pronto ad agire con crudeltà e violenza. La verità è che non riesce a gestire l'equilibrio tra luce e oscurità, il suo Regno arroccato dietro grandi mura non è più vasto come lo era un tempo. Nel frattempo la città è colpita da una forte pioggia torrenziale e le nuvole oscurano il sole. Comincia a spargersi la voce che il tutto sia collegato al malessere del Re e all'interruzione della cerimonia. La superstizione e la paura prendono il sopravvento, si comincia a credere che il Santo Padre sia adirato verso gli abitanti del Regno Interno.

### Volume Nove

Copertina del volume "Girl from the Other Side 9". Disegno di Nagabe. Soggetto: Shiva, simbolo di Luce, circondata dall'Oscurità del Regno Esterno. Edizione italiana © 2020 Edizioni BD srl.

Poco dopo essersi ripreso il Re si reca nella biblioteca del suo castello per analizzare i testi storici e sacri che parlano della Maledizione e dei due Regni. Vuole verificare se la cerimonia sacrificale della bambina possa davvero una benedizione per il suo popolo. Si accorge che, nonostante le profezie dei numerosi oracoli e gli studi degli Accademici non vi è stata nessuna scoperta o testo integrativo in diversi secoli. Di fatto l'umanità sembra inconsapevole della reali dinamiche che regolano l'equilibrio e/o conflitto tra Estranei e Relegati. La stessa origine del dualismo (luce-ombra, umani-inumani) e le condizioni delle anime è spesso confusa e contraddittoria. Vuole così recarsi dal Reverendo per avere delle chiarificazioni e scopre che non si trova nella cattedrale, ma lo scorge di fuggita mentre si sta ritirando all'Antico Tempio, un luogo di culto antico e non più frequentato. Lo segue segretamente all'interno ma il sacerdote sembra scomparso, fortunosamente scopre nel piedistallo di pietra, che sorregge un'enorme statua del Santo Padre, un passaggio segreto che porta ad una biblioteca sotterranea ricolma di tomi e documenti antichi di cui nessuno è a conoscenza ed è qui che si trova il Reverendo. Questi ammonisce il Re in quanto si trova in un luogo dove si trova un sapere che deve essere tenuto nascosto in quanto minerebbe l'intero credo e la struttura socio-politica del Regno Interno. Qui vi è il libro depositario della Genesi della vita e della creazione. Il Santo Padre e la Madre erano due entità di una stessa coscienza, che una volta separatasi ha dato origine ad una realtà duale ma speculare. La Madre creò la Terra e il Santo Padre le stelle, la prima divenne l'incarnazione della materia (e per estensione della notte, dell'oscurità e di tutto ciò che si manifesta sulla superficie), il Santo Padre invece viene identificato con la Luce il cielo e gli aspetti più spirituali del creato, ma tale divisione non è in verità così netta. Sarebbe sbagliato identificare la Madre col Male e il Santo Padre col bene i quanto derivati da una stessa entità/coscienza. Il loro rapporto è stato simbiotico e necessario per creare la prima forma di vita al suo stato embrionale. Poi, forse per colpa del Santo Padre (o entrambi) si crea un conflitto passato alla storia come Sacra Punizione, che spezzò la crescita della nuova vita appena concepita. A quel punto il Santo Padre prese il sopravvento sulla Madre e ne usò la materia per ricreare la vita a sua immagine e somiglianza creando coloro che abitano il Regno interno. La Madre però si riprese e rubò il corpo del Padre per creare coloro che sono divenuti i Figli del Buio. Il Santo Padre è quindi incorporeo ma pare che in questa sua forma sia riuscito ad impossessarsi di quei frammenti della coscienza che sono le anime. La verità nascosta da millenni è che i Relegati sono il corpo della madre con anima e gli Estranei sono il corpo del padre e la carne. La profezia lascia intendere che la prescelta (ovvero Shiva) possa essere un frammento del corpo del padre senza l'impurità della carne. Il suo sacrificio si rende quindi necessario per ridare forma al Dio Bianco e al suo antico splendore. Il Re rimane sconvolto da quello che apprende ma non ha tempo di rifletterci che viene pugnalato dal Reverendo. Ci sono conoscenze che non possono essere divulgate e un Re, come i suoi sudditi, non è un burattino manipolato da poteri e conoscenza al di sopra del suo volere. Il monarca viene lasciato morente sul pavimento della biblioteca segreta, mentre si affretta a riorganizzare l'inizio della cerimonia che vuole portare a termine lui stesso. Shiva subisce la visita di un soldato, non è però la stessa persona con cui aveva parlato precedentemente e che non aveva rivelato la sua identità. Questo nuovo visitatore ammette di aver far parte della guarnigione che aveva attaccato il Maestro e gli rivela che aveva scoperto, nella loro prima abitazione, che il suo protettore Straniero era stato un Relegato, avendo esercitato la professione di medico e si chiamava Alfred. Pare addirittura che lo conoscesse di persona. A suo parere viveva bel grande borgo a sud della cittadella che è stato circoscritto in seguito allo scoppio di una strana epidemia della piaga denominata Maledizione. Questo ha portato alla chiusura ed epurazione di quel settore interno che ora è segnato nella mappa come il Buco Nero. Tali avvenimenti risalgono a 6 anni prima e arriva ad ipotizzare un legame tra il Maestro (quando era un Relegato) e la stessa Shiva. Sospetta inoltre che il Re abbia delle buone ragioni, non solo di salute, per non portare a termine la cerimonia, in quanto lo reputa un leader dotto e magnanimo probabilmente vittima dei complotti del Reverendo e di numerosi aristocratici seguaci delle vecchie dottrine. Quando viene a sapere che, contro ogni consuetudine, il Reverendo porterà a termine la cerimonia, si mette sulle tracce del Re ricostruendo i movimenti sospetti del Reverendo avvenuti nelle ultime ore. Riesce quindi a trovare il Re ancora vivo con il quale organizzano un piano per bloccare il sacrificio di Shiva e svelare il tentato assassinio del legittimo regnante. Il Re si precipita nella cattedrale e blocca ormai morente il Reverendo che sta per uccidere la bambina. Nella confusione che ne segue, il soldato riesce a liberare Shiva e la riporta nel Regno Esterno. Shiva riacquista fiducia e coraggio, i due riescono a ritrovare il Maestro. Ne segue però la sconcertante scoperta che la persona a cui Shiva si è più affezionata è arrivata alla fine del suo ciclo vitale. Di fronte ai suoi occhi si sta mutando in un albero, subendo la stessa sorte di sua Nonna e degli Stranieri (ovvero gli umani toccati dalla Maledizione). Il Maestro è ancora riconoscibile in quanto indossa brandelli dei suoi vestiti e possiede ancora delle rudimentali braccia. Quando la sua protetta si avvicina sembra riconoscerla e con un braccio ramificato la tocca con affetto ma le conseguenze sono tragiche, anche Shiva comincia a mutare divenendo completamente nera e assumendo la forma di un Estraneo. Nel suo caso diviene parte della categoria degli Stranieri.

### Volume Dieci
Il Maestro si ritrova in uno stato di trance dove recupera le sue memorie e la sua identità. Ricorda che era un medico del Regno Interno e viveva con una moglie e una figlia. Durante la strana epidemia che ha colpito il suo Borgo (ora circoscritto sulle mappe come il Buco Nero) è stato portato in salvo con i suoi cari dallo stesso soldato che ha salvato Shiva. Durante la fuga viene però colpito da alcune frecce e mentre esorta la sua famiglia a fuggire, si accascia al terreno. La morte sembra certa, ma, essendo stato raggiunto da un Figlio del Buio si ritrova in un essere mutato in una creatura mostruosa e chiamato Straniero. Nonostante questo, trova rifugio al di fuori delle mura presso un villaggio ancora abitato da non-estranei. Un anziano e suo figlio mostrano compassione verso di lui e lo accolgano a vivere nella loro casa dimostrando una compassione che ormai sembrava abbandonata dai Relegati (figli del Dio Bianco). Il loro atteggiamento non viene però condiviso dal resto della comunità e dopo averli esortati a liberarsi di colui che portare la maledizione, fanno arrivano i soldati. Questi non esitano ad uccidere chi lo ha ospitato mentre lui si trova nel bosco ed assiste alla scena. Sconsolato incerto sul futuro si nasconde per 6 anni nella loro stessa casa, mentre le abitazioni intorno tendono ad essere abbandonate dal momento che ormai la zona è parte integrante del Regno Esterno. Nel frattempo perde progressivamente la memoria e aumenta la sua difficoltà nel ricordare la sua identità e il tempo passato con i suoi cari rappresentati nel medaglione. Nel suo cuore rimane però un'empatia radicata profondamente nel suo cuore (sede dell'anima) e un giorno inaspettatamente trova nel bosco una bambina (di circa 7 anni) abbandonata e non contaminata dalla maledizione, stringe a sé un diario con aria innocente e pura. Si tratta di Shiva. Tale ricordo contrasta indelebilmente con l'immagine che ha di fronte ora, una Shiva trasformata in un essere simile a lui e quasi completamente priva dei suoi ricordi. Il Maestro intuisce subito che lei gli ha restituito la sua anima, ma così facendo si è stata mutata anch'ella in un Estraneo. A questo segue una rivelazione che sconvolge completamente ogni certezza dell'ex-medico. Shiva gli rivela che quella parte di anima che l'aveva resa una bambina apparentemente indifesa e ingenua era in realtà sempre appartenuta a lui, in quanto è lei ad averlo trasformato riuscendo però a compiere qualcosa finora mai successo ad un Figlio del Buio. Era riuscita a conservarla nel suo petto e questa l'ha mutata nella bambina verso la quale il Maestro ha da subito provato un forte attaccamento, anche dopo la trasformazione in un essere mostruoso del Regno Esterno. D'altra parte Shiva era la parte più intima della sua coscienza, ovvero la sua stessa anima. Un frammento gli era rimasto nel petto e questo spiega come sia riuscito a non andare incontro alla mutazione inevitabile di uno Straniero in un albero. Allo stesso tempo, essendo la bambina in realtà una creatura della Madre sembrava innocua alla Maledizione, la salvatrice predetta dagli oracoli del Regno Interno. Il Maestro è infuriato e prova una rabbia incontenibile verso l'estraneo che ha di fronte. Questi cerca di spiegargli che in realtà non l'ha ingannato in quanto, diventando una bambina umana, ha progressivamente perso memoria e identità come Figlio del Buio, credeva quindi di essere davvero Shiva.

### Volume Undici
(Il Maestro.)
Il primo istinto del Maestro è quello di gettarsi contro l'Estraneo che ha di fronte e buttarlo giù da un burrone. Si sente profondamente ingannato ma poi gli ritornano i bei ricordi dei momenti passati con Shiva e di come la bambina sia stata un punto di riferimento che gli ha permesso di mantenere la sua umanità e consapevolezza nel Regno Esterno. Allo stesso tempo prende che la stessa Shiva non era altro che la sua stessa anima, attraverso i momenti passati con lei ha preso consapevolezza di cosa sia e rappresenti questa parte così profonda e intima di un essere umano. Ripensa allo stupore di Shiva di fronte anche alle più semplici esperienze e fenomeni del mondo in cui ci troviamo (nostro malgrado) a dover vivere. Nonostante vivessero in una realtà dominata dai Figli del Buio e dalle atmosfere cupe, la bambina/Anima vi trovava aspetti sempre positivi sia che si trattasse di assaggiare una torta di mela (magari bruciata) od osservare la pioggia che bagna la vegetazione. A dispetto poi di una situazione apparentemente disperata, in quanto braccati dai soldati del Regno Interno e costantemente sorvegliati e bramati dalla divinità conosciuta come la Madre, Shiva ha sempre mantenuto la speranza nel futuro e in un mondo che superasse i suoi conflitti per riunificarsi. Alla fine il Maestro decide di non vendicarsi e gli sovviene un dubbio in quanto mai nessun figlio del buio si è mai trasformato in un essere umano (intesto come progenie del Dio Bianco) e questo perché in prima istanza nessun essere generato dalla Madre è stato finora capace di recuperare le Anime. Le uniche conseguenze del contatto tra Estranei e Relegati aveva generato una mutazione dei secondi nelle forma mostruose chiamate Straniere, destinate a divenire alberi. La Figlia del Buio che è riuscita a rubargli l'Anima pare invece di essere qualcosa di unico, cosa di cui sembra essere consapevole. Potrebbe trattarsi davvero di una prescelta ma non così come veniva raccontata nelle profezie dei Relegati, piuttosto un'evoluzione degli Estranei. Che sia stata uno strumento usato dalla stessa Madre? Il Maestro è stato lasciato incolume dai Figli del Buio, costantemente osservato e protetto come se la convivenza tra lui e la bambina fosse frutto di una sorta di esperimento. Mentre si allontana pensieroso la Figlia del Buio gli fa un'offerta inaspettata, gli chiede di restituirgli parte della sua Anima per poter ritornare ad essere Shiva. Gli concede 7 giorni di tempo per riflettere, dandogli poi appuntamento risposta presso il Lago sul fondo del quale alberga la Madre. Lo avverte anche che i passaggi che ha subito la sua Anima ne ha diluito l'essenza rendendola più sensibile alla mutazione, non è quindi da escludere che ora lo stesso Maestro possa diventare un albero compiendo il ciclo di metamorfosi compiuto dagli Stranieri. Tormentato da questi pensieri e molti dubbi il Maestro torna alla casa dove aveva originariamente convissuto con Shiva, il luogo dove ha avuto l'opportunità di conoscere l'aspetto più profondo della sua Coscienza.
La Figlia del Buio non attende che passino i sette giorni in attesa della risposta del Maestro e si reca al Lago immergendosi per ricongiungersi con la Madre. Mentre si sta inabissando si sente afferrare un polso dal Maestro che vorrebbe riportarla in superficie che non riesce a trattenerla e vede dissolversi la sua immagine nell'abisso. Qui la Figlia si trova a cospetto della Madre, un'entità dalla forma arborea, con la quale si scusa per non avergli portato l'Anima che era riuscita ad imbrigliare. Il suo compito si è esaurito e comincia a scomporsi in arbusti e frammenti che vanno a ricongiungersi con la sua creatrice. Con lei è però rimasto il medaglione che apparteneva al Maestro quando ancora era un essere umano (ovvero involucro e anima). L'oggetto muta nella bambina che era stata quando era e credeva di essere Shiva. Questa gli rivela che anche lei, seppur Figlia del Buio, è divenuta parte di Shiva e il suo posto è tornare presso il Maestro. L'Anima ne afferra quindi il cranio e la riporta in superficie dove Lui la sta aspettando. Al suo cospetto il Maestro gli rivela di aver scelto e di non credere nella necessità della Separazione, la vera Maledizione dei due Regni che, come raccontato nei miti, una volta sono stati un'unica cosa. Il vero problema è l'illusorio e ingannevole conflitto tra Luce/Ombra, Umano/Estraneo, Santo Padre/Madre, Regno Interno/Regno Esterno, si tratta solo di un dualismo nato all'alba dei tempi per dare la possibilità agli esseri con coscienza di prendere consapevolezza dell'esistenza e quindi di evolversi. Il Maestro vuole superare tale barriera ed è disposto a condividere la sua Anima con colei che è stata Shiva. Si è stati portati a credere che l'armonia nasca dalla separazione, ma in realtà anche se attraverso rinunce ed esperienze traumatiche, al di là della paura, come afferma lo stesso Maestro: «accettando quell'infelicità (e/o disagio dovuto ad un futuro senza i vecchi dogmi), le due parti potrebbero finalmente tornare ad essere una cosa sola».

## Personaggi
Shiva (シーヴァ?, Shīvua)
È una bambina umana che vive nel mondo oscuro degli estranei, gli esseri mostruosi condannati a vivere al di fuori del luminoso regno degli uomini. Questa separazione resa necessaria dal pericolo del contagio, non sembra avere nessuna influenza sulla bambina la quale si ritrova a vivere con una creatura dalla testa di caprone che vive nel territorio dominato dai mostruosi estranei portatori del contagio. Chiunque ne venga in contatto affronta una tremenda trasformazione, ma non Shiva. I due vivono in armonia all'interno di una fattoria, una volta facente parte del regno interno degli uomini e Shiva si rivolge al suo tutore come Maestro. La bambina è serena e sinceramente affezionata al maestro con il quale piace passeggiare e far da mangiare, specialmente torte. Questo territorio è ormai in possesso degli estranei e quando parlano di Shiva la chiamano semplicemente l'Anima, qualcosa che prima o poi deve essere dato alla creatura a cui sono devoti, denominata La Madre. Shiva, inizialmente, vive nella speranza di ricongiungersi alla nonna non sapendo che in realtà non è sua parente e che i suoi genitori sono stati uccisi in quanto maledetti dal contagio. L'anziana l'ha inizialmente salvata ma è poi stata costretta ad abbandonarla nel mondo esterno.
Il Maestro (先生?, Sensei)
Si tratta di un mostro umanoide dall'aspetto caprino che incarna la bestialità esteriore della maledizione e ne è anche portatore. Per non contagiare Shiva sta sempre attento a non toccarla ma si prende cura della bambina e pare esserle sinceramente affezionato. Questa non lo teme e non lo vede come un diverso, o un estraneo al mondo degli umani. Nonostante lo chiami Maestro, è quest'ultimo che, dalla convivenza tra i due, pare apprendere e aumentare la consapevolezza della realtà che lo circonda. Osservando l'attitudine di Shiva verso la vita e il suo entusiasmo per le piccole gioie quotidiane, il Maestro si interroga sulla vera natura del mondo in cui vivono gli umani e gli estranei. Sembra che la rigida separazione tra luce e oscurità che li separa possa trovare in Shiva un punto di incontro e di convivenza che vada oltre il conflitto e la paura del contagio. Ciò che lo tormenta maggiormente è il suo passato e come sia diventato un Estraneo. Inoltre ha un comportamento che lo distingue nettamente dagli altri Figli del Buio, ha una maggiore empatia, non è interessato all'Anima di Shiva ed è all'oscuro di molte delle dinamiche che regolano il Regno Esterno.
Il Re del Regno Interno
Governa con i poteri tipici di un signore feudale del Basso Medioevo e risulta essere una figura contraddittoria. Unisce in sé il potere politico e religioso,  la sua autorità è indiscutibile e incarna il volere del Santo Padre. Nonostante questo è fortemente influenzato dal Reverendo (autorità religiosa), dalle predizioni degli oracoli e dalle famiglie aristocratiche che contribuiscono alla gestione del Governo. Rimane in ogni caso il capo delle forze armate che ha spesso usato per eliminare interi villaggi o borghi del suo Regno se colpiti dalla maledizione. In questo caso non si fanno distinzioni tra coloro colpiti dalla maledizione e coloro che ne sono ancora liberi. Se una zona è colpito l'ordine dato all'esercito è quello di circoscriverla ed eliminare chiunque vi risieda. Il Re teme il diffondersi della piaga denominata la Maledizione e crede che sia per il bene di tutti agire senza esitazione. Le crudeltà maggiori subite dagli abitanti del Regno Interno sono state compiute dagli stessi soldati che dovrebbero proteggerli piuttosto che dai Figli del Buio. Nonostante questo il Re arriva a dubitare sia degli Oracoli sia del Reverendo, è fortemente combattuto e moralmente provato per le azioni terribili compiute contro i suoi simili. Inoltre è uno studioso e sente che vi è qualcosa di sbagliato e mancante nei dogmi religiosi e nella genesi stessa della realtà. Quando Shiva viene catturata e sacrificata sente un profondo doloro al petto (sede dell'anima) e non se la sente di uccidere la bambina in un rito che ritiene barbarico e probabilmente inutile al fine di eliminare la Maledizione. Il suo dubbio sul reale contrasto tra Regno Interno e Regno Esterno come parti separate e conflittuali lo porta a scoprire una conoscenza occulta e nascosta al popolo. Tale eredità culturale e protetta dal Reverendo in una biblioteca segreta. Le scoperte del Sovrano lo portano ad essere assassinato dai reali poteri che governano il Regno ma in punto di morte si redime contribuendo a salvare Shiva.

## Realizzazione
Girl from the Other Side si presenta come un manga atipico. Le tematiche, l'ambientazione e il tratto usato nei disegni sembrano infatti ispirarsi maggiormente al fumetto occidentale piuttosto che allo stile di quello nipponico. La storia si dipana in un immaginario che si colloca tra le atmosfere delle favole dei fratelli Grimm e una saga dark fantasy di ambientazione medioevale. Anche per le tematiche è quindi evidente l'eco del folklore europeo. Significativo è il sottotitolo dell'opera, ovvero Siùil-a-Run (o Torna da me in italiano), titolo di una canzone popolare irlandese del Seicento. Probabilmente fu scritta pensando ad una ragazza innamorata che si ritrovava separata dal suo amato partito per andare in guerra (forse in Francia). Il testo evoca quindi la necessità di una riconciliazione anche se la storia ci presenta come premessa narrativa una società rigorosamente divisa. Da un lato c'è il mondo degli esseri umani (dominato dai toni bianchi) e dall'altro vi è quello abitato da esseri mostruosi e oscuri, in cui prevalgono i toni cupi e sembra mancare luce e speranza. Il punto di incontro di questo scenario duale è la bambina protagonista: Shiva.
La realtà che ci presenta Nagabe è all'apparenza rappresentata da una suddivisione manichea tra bene e male, luce e ombra, cielo e abisso, ma la storia vuole portare il lettore verso una visione del mondo che vede nel superamento del conflitto/separazione l'unica via perseguibile per raggiungere una vita armoniosa. Shiva (del mondo degli uomini) e il Maestro (abitante del lato oscuro/maledetto) ne sono un esempio. La bambina è al centro di un mistero che riguarda la sua invulnerabilità alla maledizione che trasforma gli uomini in mostri e il Maestro, nonostante l'aspetto inquietante, si prende cura amorevolmente della giovane umana. Shiva le è affezionata come a un familiare e a sua volta la creatura si umanizza specchiandosi nell'innocenza e nei sentimenti espressi dalla bambina. Si tratta di tematiche universali, presenti in diversi miti e saghe ma che a un lettore moderno richiamano immediatamente la fiaba La bella e la bestia.

## Media

### Manga
Il manga è stato scritto e disegnato da Nagabe e serializzato dal 5 settembre 2015 al 5 marzo 2021 sulla rivista Comic Garden edita da Mag Garden. I vari capitoli sono stati raccolti in formato tankōbon dal 10 marzo 2016 al 9 aprile 2021 per un totale di undici volumi.
In Italia la serie è stata pubblicata da Edizioni BD sotto l'etichetta J-Pop dal 30 gennaio 2019 al 25 agosto 2021.

#### Volumi
| 1  | 10 marzo 2016                               | ISBN 978-4-8000-0545-8 | 30 gennaio 2019   | ISBN 978-88-3275-526-8 |
| 1  | Capitoli - Capitoli 1-5                     |                        |                   |                        |
| 2  | 10 settembre 2016                           | ISBN 978-4-8000-0612-7 | 27 marzo 2019     | ISBN 978-88-3275-749-1 |
| 2  | Capitoli - Capitoli 6-10                    |                        |                   |                        |
| 3  | 10 aprile 2017                              | ISBN 978-4-8000-0671-4 | 29 maggio 2019    | ISBN 978-88-327-5858-0 |
| 3  | Capitoli - Capitoli 11-15                   |                        |                   |                        |
| 4  | 10 ottobre 2017                             | ISBN 978-4-8000-0720-9 | 24 luglio 2019    | ISBN 978-88-3275-914-3 |
| 4  | Capitoli - Capitoli 16-20                   |                        |                   |                        |
| 5  | 10 aprile 2018                              | ISBN 978-4-8000-0757-5 | 25 settembre 2019 | ISBN 978-88-349-0011-6 |
| 5  | Capitoli - Capitoli 21-25                   |                        |                   |                        |
| 6  | 10 ottobre 2018                             | ISBN 978-4-8000-0801-5 | 6 novembre 2019   | ISBN 978-88-349-0079-6 |
| 6  | Capitoli - Capitoli 26-30                   |                        |                   |                        |
| 7  | 9 marzo 2019                                | ISBN 978-4-8000-0801-5 | 8 gennaio 2020    | ISBN 978-88-349-0143-4 |
| 7  | Capitoli - Capitoli 31-35                   |                        |                   |                        |
| 8  | 10 settembre 2019                           | ISBN 978-4-8000-0851-0 | 24 giugno 2020    | ISBN 978-88-349-0244-8 |
| 8  | Capitoli - Capitoli 36-40                   |                        |                   |                        |
| 9  | 10 marzo 2020                               | ISBN 978-4-8000-0946-3 | 7 ottobre 2020    | ISBN 978-88-349-0372-8 |
| 9  | Capitoli - Capitoli 41-45                   |                        |                   |                        |
| 10 | 10 settembre 2020                           | ISBN 978-4-8000-1011-7 | 10 febbraio 2021  | ISBN 978-88-349-0452-7 |
| 10 | Capitoli - Capitoli 46-49                   |                        |                   |                        |
| 11 | 9 aprile 2021                               | ISBN 978-4-8000-1065-0 | 25 agosto 2021    | ISBN 978-88-349-0585-2 |
| 11 | Capitoli - Capitoli 50-52 - Capitolo finale |                        |                   |                        |
| 12 | 10 marzo 2022                               | —                      | 3 novembre 2022   | ISBN 978-88-349-1204-1 |
| 12 | Capitoli Girl from the Other Side - dear    |                        |                   |                        |

### OAD
Un adattamento anime OAD è stato annunciato per celebrare l'uscita dell'ottavo volume avvenuta il 10 settembre 2019. È stato prodotto da Wit Studio e diretto da Yūtarō Kubo e Satomi Tani, ed è stato presentato in anteprima mondiale al Fantasia Festival di Montréal il 1º agosto 2019.
Il 10 marzo 2021 è stata lanciata una campagna di crowdfunding su Kickstarter da parte del Wit Studio per la produzione di un lungometraggio basato sul manga. La campagna ha raggiunto i 22 670 343 di yen e l'uscita dell'adattamento animato è prevista per il 10 marzo 2022, allegato a uno spin-off del manga.